# جدول (اطلاعات)
جدول ابزاری است برای دسته‌بندی اطلاعات به صورت سطرها و ستون‌ها. کاربرد جدول در ارائه اطلاعات علمی و فنی بسیار گسترده و رایج است.
پایه‌ای‌ترین نوع جدول آن است که در آن اطلاعات در سطرها و ستون‌هایی سامان داده شده است. این نوع جدول را «جدول دو بعدی» نیز می‌گویند. جای تقاطع سطر و ستون را یک خانه از جدول می‌نامد. انواع دیگری از جدول نیز به کار می‌رود٬ مانند جدول‌های چند بعدی و جدول‌های تو در تو که هر خانه آن جدول دیگری است.

## توضیحات اولیه
جدول ها به طور کلی چیدمانی مرتب شده از ستون ها و سطر ها هستند. مهم ترین ویژگی های جدول عبارتند از:
- ستون ها معمولا اسم هایی هستند که به آن ها پارامترهایی اطلاق میشود
- سطر ها معمولا پارامترهایی هستند که به اسم ها اطلاق میشوند
- فضای حاصل از برخورد سطر و ستون را سلول می نامند